# BRP Sierra Madre
USS LST-821, rebautizado como USS Harnett County (LST-821/AGP-281), es un buque de desembarco de tanques clase LST-542 construido para la Armada de los Estados Unidos durante la Segunda Guerra Mundial. Recibió su nombre del condado de Harnett, Carolina del Norte, y fue el único buque de la Armada de EE. UU. que llevó ese nombre. Sirvió en la Armada de los Estados Unidos en la Segunda Guerra Mundial y la Guerra de Vietnam. Fue transferida a la Armada de la República de Vietnam de Vietnam del Sur , que lo renombró como RVNS My Tho (HQ-800).
Después de la Guerra de Vietnam , el Harnett County fue transferido a la Armada de Filipinas, que la nombró BRP Sierra Madre (LT-57). En 1999, el gobierno filipino hizo que encallara deliberadamente en el banco de arena Ayungin (también conocido como Second Thomas Shoal) en las Islas Spratly para que sirviera como puesto de avanzada del Cuerpo de Marines de Filipinas para afirmar la soberanía filipina en la disputa del país con China sobre la propiedad de las Islas Spratly. Todavía desempeña esa función a partir de 2023.

## Historial
En julio de 2015, el portavoz de la Armada filipina, coronel Edgardo Arévalo, dijo que estaban realizando reparaciones de mantenimiento en el barco para garantizar su habitabilidad mínima.
En noviembre de 2021, los barcos de la Guardia Costera de China bloquearon dos embarcaciones civiles que reabastecían al buque.
El 6 de febrero de 2023, la Guardia Costera china utilizó lo que la Armada de Filipinas describió como un láser de grado militar para cegar temporalmente a la tripulación. El 6 de agosto de 2023, los barcos de la Guardia Costera china dispararon cañones de agua contra un barco de la Guardia Costera filipina que reabastecía al Sierra Madre. El aumento de los encuentros con patrullas chinas ha coincidido con un cambio en la política exterior del presidente filipino Bongbong Marcos, que ha aumentado la cooperación con el ejército estadounidense. En febrero de 2023, anunció una ampliación del Acuerdo de Cooperación de Defensa Mejorada.
En octubre de 2023 comenzaron las reparaciones y modernizaciones del BRP Sierra Madre. El gobierno filipino tenía como objetivo mejorar las condiciones de vida dentro del barco reparando los dormitorios existentes, añadiendo una cocina moderna y acceso a Internet.

## Galería

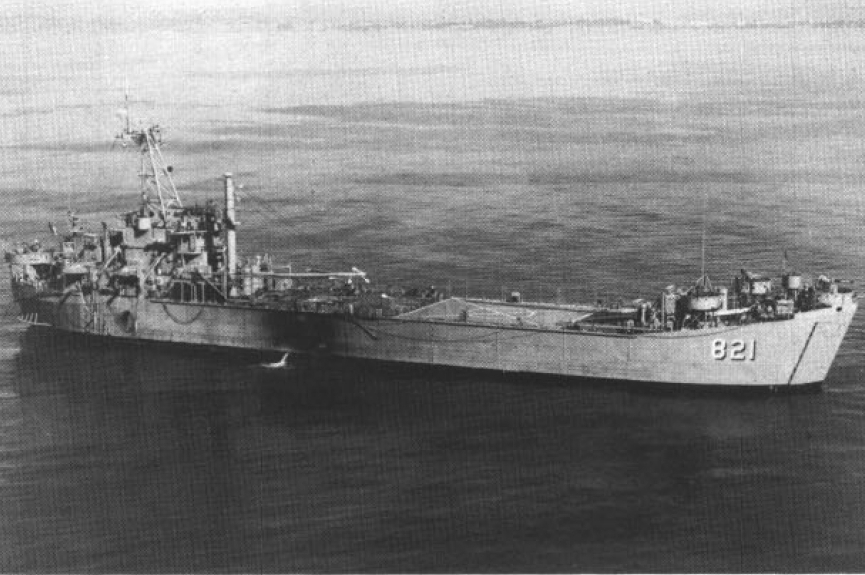
El USS Harnett County (LST-821) en torno a 1966.
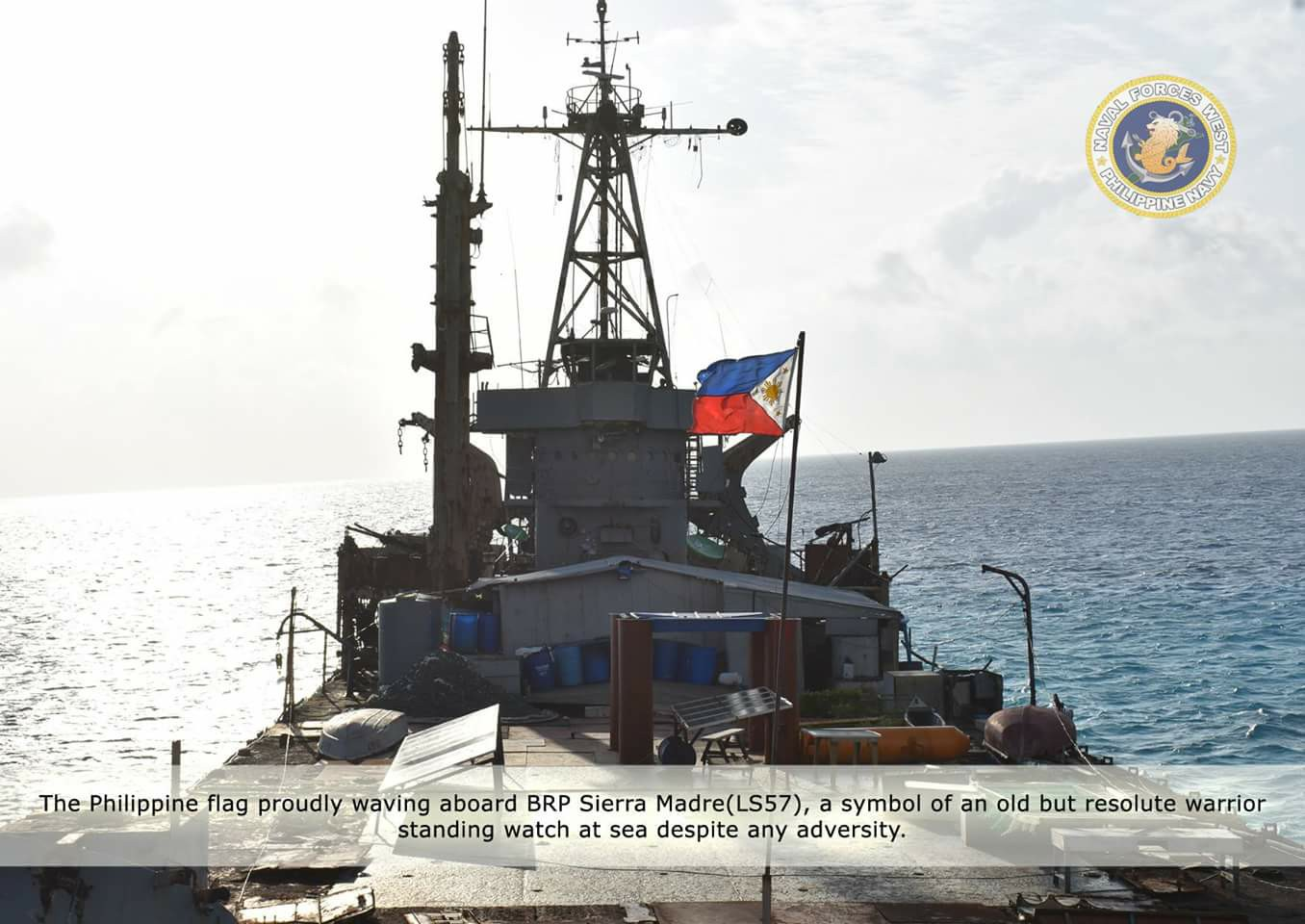
El BRP Sierra Madre en 2017.
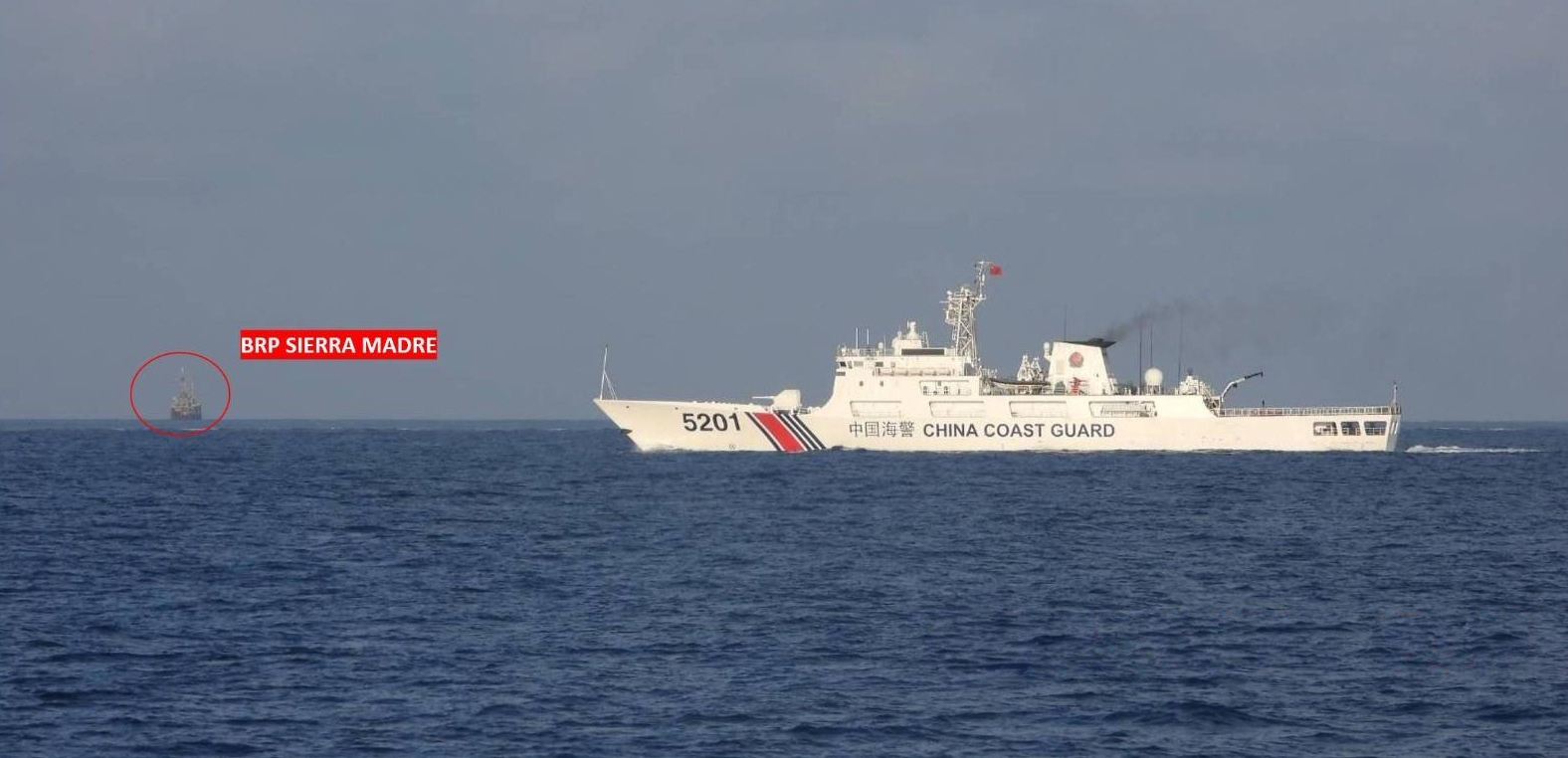
El BRP Sierra Madre en 2023 junto a un buque de la Guardia Costera de China